# Aedes sergievi
Aedes sergievi är en tvåvingeart som beskrevs av Danilov, Markovich och Proskuryakova 1978. Aedes sergievi ingår i släktet Aedes och familjen stickmyggor. Inga underarter finns listade i Catalogue of Life.